# Pierre Octave Ferroud
Pierre Octave Ferroud (* 6. Januar 1900 in Chasselay (Rhone); † 17. August 1936 in Debreczin in Ungarn) war ein französischer Komponist, Konzertveranstalter und Musikkritiker.

## Leben und Wirken
Nach dem Studium der Chemie und der Physik trat er als Schüler von Édouard Commette und Georges-Martin Witkowski in das Musikkonservatorium von Lyon ein. Nach dem Militärdienst im Elsass begegnete er Guy Ropartz und Florent Schmitt. Ferroud wandte sich dann der Organisation von Konzerten zu, um neue zeitgenössische Werke zur Aufführung zu bringen. Um 1920 komponiert er erste eigene Werke.
Im Jahr 1923 wurde er Musikkritiker der Abendzeitung Paris-Soir. Im brillanten Paris der Goldenen Zwanziger Jahre verkehrte er mit den Musikern der Groupe des Six, Jean Cocteau, Francis Poulenc sowie Igor Stravinski und entdeckte auf seinen Reisen unter anderem die Werke von Béla Bartók und Paul Hindemith.
Ferroud gründete 1932 die „Société de Musique de Chambre Le Triton“, die eine wichtige Rolle in der Verbreitung zeitgenössischer Musik spielte und die bisher in Frankreich selten gespielten Werke ausländischer Komponisten bekannt machte.
Er starb im Alter von 36 Jahren auf einer Ungarnreise durch einen Autounfall.

## Quelle
- Pierre Octave Ferroud in „La Médiathèque“ (französisch)

| Personendaten    | Personendaten                                                  |
| ---------------- | -------------------------------------------------------------- |
| NAME             | Ferroud, Pierre Octave                                         |
| KURZBESCHREIBUNG | französischer Komponist, Konzertveranstalter und Musikkritiker |
| GEBURTSDATUM     | 6. Januar 1900                                                 |
| GEBURTSORT       | Chasselay, Rhone, Frankreich                                   |
| STERBEDATUM      | 17. August 1936                                                |
| STERBEORT        | Debreczin, Ungarn                                              |